# Junção tripla

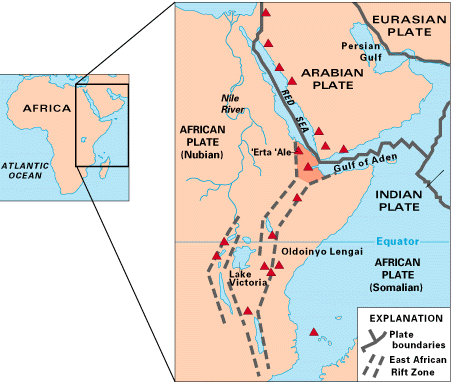
Mapa da África Oriental mostrando os vulcões activos no período histórico (triângulos vermelhos) e o Triângulo Afar (sombreado, centro), uma junção tripla onde três placas tectónicas estão em processo de afastamento: a Placa Arábica e as duas partes da Placa Africana (a Núbia e a Somali) a dividir-se ao longo do Vale do Rift (USGS).

Junção tripla é a designação dada em tectónica de placas e em oceanografia física às regiões onde os limites de três placas tectónicas se encontram.

## História
O primeiro artigo científico detalhando o conceito junção tripla foi publicado em 1969 por W. Jason Morgan, Dan McKenzie e Tanya Atwater. Antes desta publicação, a designação tinha sido usado tradicionalmente para descrever a intersecção de três fronteiras nacionais ou em geomorfologia para descrever a intersecção de linhas de cumeeira divergentes. Idealmente, os três limites divergentes reunem-se com ângulos que se aproximam dos 120° (360º/3=120º).
No contexto da teoria das placas tectónicas, durante o rompimento de um continente formam-se três limites divergentes, irradiando a partir de um ponto central (a junção tripla). Um destes limites divergente de placa falha (dando origem a um aulacógeno), isto é deixa de crescer, e os outros dois continuam a afastar-se para formar um oceano. A abertura do Oceano Atlântico Sul começou no sul dos actuais continentes sul-americano e africano, atingindo uma junção tripla no presente Golfo da Guiné, de onde prosseguiu para o oeste. A Fossa Benue, com orientação geral para o NE, é o braço falhado desta junção.
Nos anos seguintes, a designação «junção tripla» ganhou aceitação generalizada e passou a referir qualquer ponto onde três placas tectónicas se encontram, independentemente da tipologia dos limites, da sua extensão ou da sua estabilidade.

## Categorias de junções triplas
Numa junção tripla cada uma das três fronteiras pertence a um dos seguintes tipos: (1) uma dorsal oceânica (R, de ridge); (2) uma fossa oceânica (T, de trench); ou (3) uma falha transformante (F, de fault). Em consequência das diversas combinações de tipos de limite, as junções triplas podem ser descritas de acordo com os tipos de margens das placa que nelas convergem (por exemplo: tripla dorsal, abreviado R-R-R; dorsal-falha transformante-fossa oceânica, ou R-F-T). Dos muitos tipos possíveis de junção tripla apenas alguns são estáveis ao longo do tempo ("estável", neste contexto, significa que a configuração geométrica da junção tripla não muda ao longo do tempo geológico).

## Propriedades
As propriedades de junções triplas são mais facilmente compreendidas a partir do ponto de vista puramente cinemático, em que as placas são consideradas como estruturas rígidas que se movem independentemtente sobre a superfície da Terra. Nessas circunstâncias, não há necessidade de recorrer a qualquer conhecimento dos detalhes da estrutura e propriedades físicas do interior da Terra ou da geologia e geodinâmica da crusta terrestre. Outra simplificação útil consiste em assumir que a cinemática de junções triplas sobre uma Terra esférica e homogénea são essencialmente as mesmas que as da superfície de uma esfera.
Numa esfera homogénea, os movimentos das placas tectónicas podem ser descritos como rotações relativas em torno de pólos de Euler (ver Reconstrução de placas tectónicas), e o movimento relativo em cada ponto ao longo de um limite de placa pode ser calculado a partir desta rotação. Contudo, a área em torno de uma junção tripla é suficientemente pequena (em relação ao tamanho da esfera) e normalmente localizada suficientemente longe do pólo de rotação para que o movimento relativo entre um limite possa ser assumido como constante ao longo desse limite. Assim, a análise das junções triplas podem geralmente ser feita sobre uma superfície plana com os movimentos definidos por vectores planos, eliminando a complexidade que resultaria da introdução das regras da trigonometria esférica.

## Exemplos
São muitas as junções triplas identificadas ao longo dos limites das placas tectónicas. Os pontos que se seguem são apenas alguns exemplos:
- A junção do Mar Vermelho, o Golfo de Aden e o Vale do Rifte, centrado no Triângulo Afar (a junção tripla Afar) é a única junção da categoria Crista-Crista-Crista (R-R-R) localizada acoma do nível médio do mar.
- A junção tripla de Rodrigues é uma tripla junção da categoria R-R-R localizada no sul do Oceano Índico, as placas Africana, Indo-Australiana e Antárctica convergem.[3]
- O junção tripla dos Galápagos é uma junção tripla da categoria R-R-R onde os limites das placas Nazca, Cocos e Pacífica se encontram. A Dorsal do Pacífico Oriental estende-se a norte e a sul desta junção e a Crista dos Galápagos irradia para o leste também a aprtir desta tripla junção. Este exemplo torna-se mais complexo pela existêncao da microplaca dos Galápagos, uma pequena placa separado pela dorsal situada a sudeste da junção tripla.
- Na costa oeste da América do Norte existe uma junção tripla instável ao largo do Cabo Mendocino. A sul, a falha de San Andreas, uma falha transcorrente e transformante, separa o Placa do Pacífico da Placa Norte-americana. Ao norte, encontra-se a zona de subducção da Cascadia, onde uma secção da Placa Juan de Fuca, chamado Placa de Gorda, está a ser subductada sob a Placa Norte-americana, formando uma fossa (T). Outra falha transformante, a Falha de Mendocino (F), corre ao longo da fronteira entre a Placa do Pacífico e a Placa de Gorda. Onde os três limites se cruzam é a sismicamente activa junção tripla de Mendocino (da categoria F-F-T).
- Os limites da Placa Amuriana, da Placa de Okhotsk e da Placa das Filipinas convergem perto de Monte Fuji, Japão.
- A junção tripla de Boso, no mar do Japão, é uma junção tripla do tipo T-T-T entre a Placa de Okhotsk, a Placa do Pacífico e a Placa das Filipinas.
- O Mar do Norte está localizado na junção tripla extinta de três ex-placas continentais do Paleozóico, a Avalónia, a Laurentia e a Báltica.[4]